# Zelandotipula catamarcensis
Zelandotipula catamarcensis är en tvåvingeart som först beskrevs av Alexander 1920.  Zelandotipula catamarcensis ingår i släktet Zelandotipula och familjen storharkrankar. Inga underarter finns listade i Catalogue of Life.